# UFC 238
UFC 238: Cejudo vs. Moraes（ユーエフシー・ツーサーティエイト・セフード・バーサス・モラエス）は、アメリカ合衆国の総合格闘技団体「UFC」の大会の一つ。2019年6月8日、イリノイ州シカゴのユナイテッド・センターで開催された。

## 大会概要
メインイベントのUFC世界バンタム級王座決定戦ではUFC世界フライ級王者のヘンリー・セフードとマルロン・モラエスが対戦し、セフードがTKO勝利を収め王座獲得に成功。2階級制覇を達成した。セミのUFC世界女子フライ級タイトルマッチでは王者のヴァレンティーナ・シェフチェンコと挑戦者のジェシカ・アイが対戦し、シェフチェンコがハイキックによるKO勝ちを収め、王座の初防衛に成功した。

## 試合結果

### アーリープレリム
第1試合 女子フライ級 5分3R
○  ケイトリン・チュケイギアン vs.  ジョアン・コールダウッド ×
3R終了 判定3-0（30-27、29-28、29-28）
第2試合 バンタム級 5分3R
○  エディ・ワインランド vs.  グリゴリー・ポポフ ×
2R 4:47 TKO（右フック→パウンド）
第3試合 ミドル級 5分3R
○  ダレン・スチュワート vs.  ベヴォン・ルイス ×
3R終了 判定3-0（29-28、29-28、30-27）
第4試合 女子ストロー級 5分3R
○  ヤン・シャオナン vs.  アンジェラ・ヒル ×
3R終了 判定3-0（29-28、29-28、29-28）

### プレリミナリーカード
第5試合 フェザー級 5分3R
○  カルヴィン・ケイター vs.  リカルド・ラマス ×
1R 4:06 TKO（右ストレート→パウンド）
第6試合 女子ストロー級 5分3R
○  アレクサ・グラッソ vs.  カロリーナ・コバケビッチ ×
3R終了 判定3-0（30-27、30-27、30-27）
第7試合 バンタム級 5分3R
○  アルジャメイン・スターリング vs.  ペドロ・ムニョス ×
3R終了 判定3-0（30-27、30-27、30-27）
第8試合 女子ストロー級 5分3R
○  タチアナ・スアレス vs.  ニーナ・アンサロフ ×
3R終了 判定3-0（29-28、29-28、29-28）

### メインカード
第9試合 ヘビー級 5分3R
○  ブラゴイ・イワノフ vs.  タイ・トゥイバサ ×
3R終了 判定3-0（29-28、30-27、30-27）
第10試合 バンタム級 5分3R
○  ピョートル・ヤン vs.  ジミー・リベラ ×
3R終了 判定3-0（29-28、29-28、30-27）
第11試合 ライト級 5分3R
○  トニー・ファーガソン vs.  ドナルド・セラーニ ×
2R終了時 TKO（ドクターストップ：目の負傷）
第12試合 UFC世界女子フライ級タイトルマッチ 5分5R
○  ヴァレンティーナ・シェフチェンコ vs.  ジェシカ・アイ ×
2R 0:26 KO（左ハイキック）
※シェフチェンコが王座の初防衛に成功。
第13試合 UFC世界バンタム級王座決定戦 5分5R
○  ヘンリー・セフード vs.  マルロン・モラエス ×
3R 4:51 TKO（パウンド）
※セフードが王座獲得に成功。

### 各賞
ファイト・オブ・ザ・ナイト： トニー・ファーガソン vs. ドナルド・セラーニ
パフォーマンス・オブ・ザ・ナイト： ヘンリー・セフード、ヴァレンティーナ・シェフチェンコ
各選手にはボーナスとして5万ドルが授与された。

### カード変更
負傷などによるカードの変更は以下の通り。